# Jack Off Jill
Jack Off Jill foi uma banda de rock alternativo fundada em Fort Lauderdale, em 1992, pela vocalista Jessicka, a baterista Tenni Ah-Cha-Cha, a Agent Moulder e a guitarrista Michelle Inhell. Embora essas quatro mulheres tenham sido as fundadoras iniciais, nove membros passaram pelo grupo em seu tempo de atividade, incluindo Scott Putesky, guitarrista e co-fundador da banda Marilyn Manson. A banda durou nove anos, com apenas Jessicka permanecendo, então se reuniu em 2015 para uma série de shows.

## Membros

### Formação final
- Jessicka Addams - vocal (1992-2000), (2015)
- Helen Storer – baixo (2000), (2015)
- Tenni Arslanyan – bateria (1992-1996), (2015)
- Michelle Inhell  – guitarra (1992-1996), (2015)

### Outros integrantes
- Lauracet Simpson – bateria (1996-1997)
- Jeff Tucci – guitarra (1996-1997)
- Scott Mitchell Putesky – guitarra (1997-1998)
- Claudia Rossi – bateria (1997-1999)
- Clint Walsh – guitarra (1999-2000)

## Discografia
- Sexless Demons & Scars (1997), produzido por Don Fleming
- Covetous Creature (1998), SDAS remixes
- Clear Hearts, Grey Flowers (2000), produzido por Chris Vrenna
- Humid Teenage Mediocrity 1992-1995 (2004)